# Звук слободе
Звук слободе (енгл. Sound of Freedom) јесте амерички акциони играни филм из 2023. редитеља и косценаристе Алехандра Монтевердеа, док главне улоге тумаче Џим Кавизел, Мира Сорвино и Бил Камп. Кавизел тумачи Тима Баларда, бившега владиног агента, који креће у мисију спасавања деце од трговаца сексом у Колумбији. Продуцент Едуардо Верастегуи, такође игра у филму. Радња је усредсређена на Балардову невладину организацију „Операција Подземна железница” која се бави спречавањем и откривањем трговине сексом.
Филм је премијерно приказан 4. јула 2023. од стране дистрибутера „Ејнџел студиоза” и постао је скривени хит јер је зарадио више од 250 милиона долара широм света, док је буџет био 14,5 милиона. Добио је помешане критике, док је пријем код публике био веома позитиван.

## Радња
У Тегусигалпи, у Хондурасу, сиромашном оцу двоје деце Роберту прилази бивша краљица лепоте Жисел. Она нуди његовој деци, Мигелу и Росију, да потпишу уговоре за дечји моделинг. Он прихвата и води их на пробно фотографисање. Када се врати по децу, открива да су нестала. После долази до информације да су деца продата у сексуално робље.

## Глумачка постава
- Џим Кавизел — Тим Балард
- Мира Сорвино — Кетрин Балард
- Били Камп — Вампир
- Едуардо Верастегуи — Пол[6]
- Хавијер Годино — Хорхе
- Хосе Зунига — Роберто
- Курт Фулер — Фрост
- Гари Базарба — Ерл Бјукенен
- Херардо Таракена — Алакран
- Скот Хејз — Крис
- Густаво Санчез Пара — Каласас
- Јесика Борото — Жисел
- Крис Ејведисијан — Ернст Охински

## Производња

### Развој
Звук слободе је инспирисан биографијом Тима Баларда, покретача непрофитне организације „Подземна железница” која се бори против трговине људима. Рад на сценарију је почео 2015. Балард је лично тражио да његов лик тумачи Џим Кавизел јер је био одушевљен Кавизеловим тумачењем Едмонда Дантеа у филму Гроф Монте Кристо из 2002. Кавизел је изјавио да овај филм сматра другим најважнијим филмом у којем се икада појавио, рангирајући га одмах испод улоге Исуса Христа у филму Страдање Христово из 2004.
Извршни продуценти филма били су Тони Робинс (који је такође делимично финансирао дистрибуцију филма), Џон Пол Деџорија, Џон Кауч, Патрик Слим и Ендру Макубинс.
Музику за филм је компоновао Хавијер Наварете.

### Снимање
Главно снимање почело је у лето 2018. Већина филма снимљена је у Картахени, у Колумбији. Додатне сцене су снимљене у Калексику, у Калифорнији.

### Дистрибуција
Филм је завршен 2018. и склопљен је уговор о дистрибуцији с латиноамеричком филијалом Твентит сенчури стјудиоза. Када је споменути студио купила компанија „Волт Дизни”, одложила је премијеру филма. После тога, ствараоци овог филма откупили су права дистрибуције назад од „Дизнија”.
Верастегуи се обратио „Ејнџел студиозу” рекавши им да има поновно права за дистрибуцију. „Ејнџел” је представио филм онлајн групи од сто хиљада инвеститора који су већ сарађивали с њим. У року од неколико дана нашли су промотера филма. Године 2023. „Ејнџел студиоз” је стекао права на дистрибуцију широм света, а планирана премијера је требало да буде у другој половини те године. У мају 2023. званично је објављен 4. јул (Дан независности) као датум премијере.